# Hovedserien 1957/1958
Hovedserien 1957/1958 var Norges högsta division i fotboll säsongen 1957/1958 och löpte från juli 1957 till juni 1958. Lagen var uppdelade i två grupper, med åtta lag i varje. Viking vann Grupp A, och Skeid Grupp B. Gruppvinnarna spelade final. Finalen vann Viking med Viking 2–0.

## Grupp A
|   |             | S  | V | O | F  | +  | -   | P  |
| - | ----------- | -- | - | - | -- | -- | --- | -- |
| 1 | Viking      | 14 | 9 | 3 | 2  | 32 | -14 | 21 |
| 2 | Larvik Turn | 14 | 9 | 3 | 2  | 36 | -22 | 21 |
| 3 | Strømmen    | 14 | 8 | 2 | 4  | 29 | -16 | 18 |
| 4 | Brann       | 14 | 8 | 1 | 5  | 26 | -28 | 17 |
| 5 | Raufoss     | 14 | 7 | 0 | 7  | 35 | -30 | 14 |
| 6 | Odd         | 14 | 7 | 0 | 7  | 30 | -26 | 14 |
| 7 | Frigg       | 14 | 3 | 0 | 11 | 20 | -38 | 6  |
| 8 | Sparta      | 14 | 0 | 1 | 13 | 10 | -44 | 1  |

## Grupp B
|   |               | S  | V  | O | F  | +  | -   | P  |
| - | ------------- | -- | -- | - | -- | -- | --- | -- |
| 1 | Skeid         | 14 | 11 | 1 | 2  | 41 | -13 | 23 |
| 2 | Fredrikstad   | 14 | 9  | 3 | 2  | 45 | -18 | 21 |
| 3 | Asker         | 14 | 6  | 5 | 3  | 36 | -26 | 17 |
| 4 | Sandefjord BK | 14 | 5  | 5 | 4  | 16 | -16 | 15 |
| 5 | Lillestrøm    | 14 | 6  | 1 | 7  | 34 | -32 | 13 |
| 6 | Eik           | 14 | 5  | 3 | 6  | 22 | -27 | 13 |
| 7 | Molde         | 14 | 1  | 5 | 8  | 18 | -38 | 7  |
| 8 | Steinkjer     | 14 | 1  | 1 | 12 | 17 | -59 | 3  |

## Final
- 22 juni 1958:	Viking - Skeid 2–0

Ullevaal 22 juni 1958

Viking - Skeid 2 - 0 (1-0)

Mål : 1-0 (25.) Otto Hermansen, 2-0 (72.) Rolf Bjørnsen

Publik : 13143

Domare: Harald Heltberg, Frigg

Viking : Sverre Andersen - Jan Ørke, Leif Nicolaisen - Kaare Bjørnsen, Edgar Falch, Sigurd Wold - Håkon Kindervåg, Rolf Bjørnsen, Åsbjørn Skjærpe, Otto Hermansen, Hans Andersen

Skeid : Øivind Johannessen - Arne Winther, Knut Gudem - Jan Gulbrandsen, Leif Belgen, Knut Andersen - Arvid Halvorsen, Hans Nordahl, Harald Hennum, Karsten Langhus, Sverre Dreier

S: Spelade matcher, V: Vinster, O: Oavgjort, F: Förluster, +: Gjorda mål, -: Insläppta mål

## Förklaringar
- S = spelade matcher V = vinster = O = oavgjorda F = förluster + - = målskillnad P = poäng.